# Monte Farazzano
Il Monte Farazzano' è una montagna dei monti Aurunci Antiappennino laziale, alta 1.198,9 m s.l.m. , situata sul confine tra i comuni di Itri e Formia (LT) nel Lazio, all'interno del territorio del parco naturale dei Monti Aurunci.